# زهرا کیا
زهرا کیا (خانلری) (زاده ۱ اردیبهشت ۱۲۹۱ – ۶ اسفند ۱۳۶۹) پژوهشگر، نویسنده و مترجم زبان و ادبیات فارسی و همسر پرویز ناتل خانلری بود. همچنین وی نخستین زن ایرانی بود که از دانشگاه تهران به دریافت درجهٔ دکتری در رشتهٔ ادبیات فارسی نایل آمد.

## زندگی‌نامه

### خانواده
زهرا کیا در سال ۱۲۹۱ خورشیدی در تهران به دنیا آمد. اجداد پدریش اهل نور مازندران بودند. پدرش میرزا هادی کیانوری پسر فضل‌الله نوری و نوهٔ دختری حسین محدث نوری و مادرش عصمت الحاجیه بروجردی بود که هر دو از خاندان علمای دین برخاسته بودند. او یکی از پنج فرزند خانواده بود.

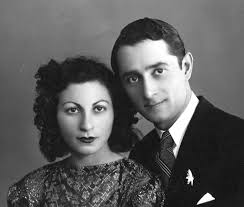
زهرا کیا به همراه پرویز ناتل خانلری، همسرش، در روز ازدواجشان

پرویز ناتل خانلری (خاندان محمودی) از اهالی ناتل نور مازندران، هنگامی که در دانشکده ادبیات فارسی دانشگاه تهران به تحصیل پرداخته بود با زهرا کیا از خانواده‌های سرشناس نور مازندران آشنا شد و این آشنایی به ازدواج رسید. خانلری در این باره چنین نوشته‌است: «ضمن تحصیل در دوره دکتری زبان و ادبیات فارسی با دختری که هم درسم بود آشنا شدم که او را آراسته به صفاتی دیدم که من می‌خواستم و می‌پسندیدم و ارتباط ما به همسری کشید. همسرم در طی زندگی از هر جهت یار و غمخوار من بود، چنان‌که اکنون نیز هست. او هم مانند من با کتاب سر و کار داشت و نویسنده بود و چند کتاب مهم ادبی تألیف کرده‌است. اگر آسایشی در طی عمر داشته‌ام مدیون مهربانی‌های اوست. او بود که مرا به تألیف بعضی از آثارم واداشت و همه عمر شکرگزار او هستم».

### تحصیلات
زهرا کیا تحصیلات ابتدائی را در مدرسه ناموس تهران انجام داد که مهم‌ترین مدرسه دخترانه آن زمان بود و خیلی از کسانی که به آن مدرسه راه یافتند از زنان تحصیل کرده ایران گردیدند. زهرا کیا که از شاگردان برجستهٔ مدرسه ناموس بود به دانشسرای عالی راه یافت و سپس وارد دانشکده ادبیات دانشگاه تهران شد و در سال ۱۳۱۸ در دوره دکتری ادبیات پذیرفته شد و با پرویز خانلری همدرس بود. زهرا کیا از نخستین بانوانی است که در داخل کشور درجه دکتری ادبیات گرفت و رسالهٔ دکتری خود را تحت عنوان «سبک ادبی کتاب‌های تاریخی ایران» زیر نظر ملک‌الشعرای بهار به اتمام رسانید که با درجه خوب از تصویب گذرانیده و سپس به تدریس در مدارس کشور پرداخت؛ و دبیر ادبیات دبیرستان نوربخش تهران شد که از مهم‌ترین مدارس دخترانهٔ کشور بود. زهرا خانلری با گذرانیدن امتحان دانشیاری به تدریس در دانشگاه پرداخت و به مقام استادی دانشگاه رسید و سالیان دراز در دانشگاه تدریس می‌کرد.

### فعالیت ادبی و فرهنگی
زهرا کیا پس از چند سال تدریس در دبیرستان به ریاست دبیرستان نوربخش (رضاشاه کبیر سابق) منصوب شد و چند سال به سمت دانشیاری و پس از آن به مقام استادی دانشکدهٔ ادبیات نایل آمد. در سال ۱۳۲۰ با پرویز خانلری همکلاسی رشتهٔ دکترای خود ازدواج کرد و با کمک هم سخن (مجله) را در سال ۱۳۲۲ منتشر کردند و در این ایام در شورای زنان با فاطمه سیاح و عده ای دیگر به فعالیت‌های اجتماعی پرداخت و به سمت منشی هیئت مدیره شورا منصوب شد. او برای مطالعه دربارهٔ کتب درسی به کشورهای فرانسه و انگلستان سفر کرد و پس از بازگشت، در سازمان کتاب‌های درسی با عده‌ای از همکارانش به تغییر و تحول در کتب درسی پرداخت.
مونه غزل از مجموعهٔ شاهکار ادبیات فارسی، روش تدریس فارسی و دستور، فرهنگ ادبیات جهان، بحث تحقیقی دربارهٔ فعل در تاریخ بیهقی، تاریخ و تاریخ‌نویسی در ایران، چهار داستان حماسی از شاهنامه فردوسی، راهنمای ادبیات فارسی، داستان‌های دل‌انگیز ادبیات فارسی، برگزیدهٔ قابوس‌نامه، و افسانهٔ سیمرغ برای کودکان از جمله آثار تألیفی اوست.
زهرا کیا (خانلری) از پیشگامان فعالیت‌های زنان در ایران بود و طی نوشته‌ها و گفته‌های خود چنین یادآور شده‌است:
- «فکر ترقی و تساوی زن و مرد باید در تمام شئون اجتماعی و سیاسی و حقوقی واقتصادی عادی جاری این کشور باشد.»
- «زن ایرانی بهیچوجه کم استعداد تر از زنان دیگر کشورها نیست. تنها علت عقب ماندگی اش، عقب ماندگی اجتماع و استبداد حکومت است؛ زیرا زن ایرانی از عهده هر کاری بر می‌آید».

بیست داستان، سه اندیشهٔ دخترک گوژپشت، خانهٔ افسون‌زده، انتقام سگ، روسری سیاه، شب عروسی، دود، زن مرده و زن زنده، سکته ناقص، و پاپ سبز هم از جمله ترجمه‌های او به‌شمار می‌رود.

## وفات
زهرا کیا در سال ۱۳۴۴ تقاضای بازنشستگی کرد چون با به اجرا درآمدن قانون کار در آن زمان و کار تمام‌وقت در دانشگاه تهران، دیگر فرصتی برای تألیف و ترجمه پیدا نمی‌کرد. از این رو خود را بازنشسته کرد تا با فراغ بال به تألیف و ترجمه بپردازد. با این حال او همواره آموزش و به ویژه آموزش ابتدایی را سنگ بنای آموزش کشور می‌دانست و در سرتاسر عمر خود در جهت اعتلای آن کوشید.
وی در روز ۶ اسفند ۱۳۶۹ شش ماه پس از درگذشت همسرش پرویز خانلری از دنیا رفت و در کنار همسر خود در بهشت زهرای تهران قطعه ۷۳، ردیف ۳۱، شماره ۶۶ به خاک سپرده شد و آثار زیادی چه در تألیف و ترجمه از خود به جا گذاشت..

## نوشته ها
زهرا کیا بعد از یکی دو اثر داستانی کوتاه، به داستان‌نویسی ادامه نداد و یکسره به کار ترجمه و تحقیق ادبی پرداخت. زهرا خانلری از نویسندگان مجله سخن بود و مقالات خود را با نام مستعار (ژاله رهبر) می‌نوشت. بعضی از آثار زهرا خانلری هنوز به چاپ نرسیده است.
نگارش‌های زهرا خانلری چنین است:
- داستان پروین و پرویز (۱۳۱۲)
- داستان ژاله یا رهبر دوشیزگان (۱۳۱۵)
- نمونه غزل (از مجموعه شاهکار ادبیات فارسی)
- روش تدریس (دو جلد)
- کتاب فارسی پنجم دبستان با همکاری لیلی ایمن (آهی)
- فارسی و دستور
- فارسی اول دبیرستان
- فرهنگ ادبیات جهان (دو جلد)
- بحث تحقیقی دربارهٔ فعل در تاریخ بیهقی
- تاریخ و تاریخ‌نویسی در ایران
- چهار داستان حماسی از شاهنامه فردوسی
- راهنمای ادبیات فارسی
- داستان‌های دل‌انگیز ادبیات فارسی
- برگزیده قابوس نامه
- داستان حسنک وزیر (از تاریخ بیهقی)
- افسانه سیمرغ (برای کودکان ار منطق الطیر عطار)

## ترجمه‌ها
- بیست داستان، اثر لویجی پیراندلو (۱۳۳۵) شامل:

- سه اندیشه دخترک گوژپشت
- خانه افسون زده
- انتقام سگ
- روسری سیاه
- شب عروسی
- کدامیک است
- دود
- زن مرده و زن زنده
- سکته ناقص
- گل سرخ
- سرگرمی
- چائولا ماه را کشف کرد
- نمازخانه کوچک
- پاسخ
- بیچاره آن مرحوم
- لباس نو
- دنیای خیال، اثر آندره موروا (۱۳۴۹)
- آقای رئیس‌جمهور
- پاپ سبز
- «رنجهای جوانی ورتر» اثر آندره موروا، تهران: کتابفروشی زوار، ۱۳۲۲.[۶]

## توضیحات
1. ↑  پرویز ناتل خانلری ادیب، سیاست‌مدار، زبان‌شناس، نویسنده و شاعر معاصر ایرانی بود. وی جزو اولین گروه دریافت‌کنندگان دکتری زبان و ادبیات فارسی از دانشگاه تهران در سال ۱۳۲۰ بود. وی در سال ۱۳۲۵ انتشارات دانشگاه تهران را بنیان گذاشت و خود به مدت پنج سال مدیریت آن را برعهده داشت. سایر فعالیت‌های ناتل خانلری عبارتند از: طراح ایجاد سپاه دانش، ریاست بنیاد فرهنگ از ابتدای تأسیس، ریاست فرهنگستان ادب و هنر ایران